# Welfenfonds
Welfenfonds er betegnelsen for en fond, som indeholdt det hannoveranske kongehus’ beslaglagte formue. 

## Baggrund
I den preussisk-østrigske krig i 1866 var Kongeriget Hannover i forbund med Østrig. Det førte til at Hannover blev annekteret af Preussen, og kong Georg 5. af Hannover flygtede herefter med sin familie, først til Østrig, og herefter til Paris, hvor han grundlagde en avis ”Situation”, hvori han opildnede til had mod Preussen og angreb de nye forhold i Tyskland. Han forsøgte også at opbygge en hær ved hjælp af flygtninge og hannoveranske officerer, som i tilfælde af krig mellem Preussen og Frankrig skulle kæmpe på fransk side og tilbageerobre hans tabte kongerige. 
Kongen havde efter annekteringen fået tilkendt en erstatning den 29. september 1867, men den blev indefrosset den 2. marts 1867, og hans private formue beslaglagt, for således at fjerne det økonomiske grundlag for hans aktiviteter. Da også hans søn Ernst August, hertugen af Cumberland, opretholdt sit krav på tronen blev formuen heller ikke udbetalt til ham. 

## Fonden
I stedet blev pengene indbetalt i en hemmelig fond, som fik navn efter den hannoveranske kongefamilies stamhus Welf. Formuen udgjorde 48 mio. reichsmark. Fonden blev forvaltet af en særlig preussisk kommission i Hannover, og overskuddet skulle gå til "bekæmpelse af Welfisk uvæsen". 
Overskuddet blev brugt til forskellige formål. Fra 1879 fik enken efter kong Georg 5., dronning Marie, udbetalt en årlig pension på 240.000 RM til sig selv og sine døtre. Størstedelen af overskuddet blev brugt af den preussiske rigskansler Otto von Bismarck til ved hjælp af økonomisk pression og bestikkelse at gøre den tyske presse mere regeringsvenlig. Kong Ludwig 2. af Bayern fik – som modydelse for at have billiget at kong Wilhelm 1. blev udnævnt til tysk kejser – udbetalt adskillige mio. mark, og fik et årligt tilskud til sine slotsbyggerier. I 1892 besluttede Wilhelm 2., at renterne fra fonden skulle udbetales til overhovedet for huset Hannover. 
Striden om fonden blev først afsluttet i 1933 efter en 10 år lang retssag. Den tyske højesteret, Reichsgericht, tildelte den tidligere hertug Ernst August en erstatning på 8 mio. RM, Burg Calenberg ved Schloss Marienburg nær Hannover og to yderligere godser nær Salzgitter.